# كرة هنري دابلز
كانت الكرة الفضية هنري دابلز كأس كرة قدم لفرق الأندية التي أنشئت في أوائل القرن العشرين وهي رسمية.

## قصة البطولة
عندما كان عدد جوائز كرة القدم في إيطاليا محدودا وفي نفس الوقت متنوعا جدا، اتخذت كرة دابلز، وهي مسابقة ذات صيغة "التحدي" المثيرة للاهتمام والأصلية، قيمة لدرجة أنها اعتبرت "أكثر اهتمامًا بكثير من الدوري الإيطالي" لعبت كرة دابلز بين عامي 1903 و1909 وفاز نهائيًا جنوى من قبل من بين الفرق الأخرى التي تحمل الكأس، يوفنتوس وميلان وتورينو واتحاد ميلان الرياضي وبرو فيرشيلي وأندريادوريا. يتكون الكأس، ذو القيمة الكبيرة، من كرة قدم مصنوعة من الفضة بالحجم الطبيعي التي تم طرحها للاستيلاء عليها على نفقتها الخاصة من قبل هنري دابلز، مدير جنوى في ذلك الوقت والمهاجم الأول في روسوبلو.
تم لعب الكأس، وهو أفضل "الكرة" التي وضعت في البداية للاستيلاء عليها من قبل جنوى، كان للكأس صيغة التحدي الأصلية. تم وضع "الكرة" في مباراة واحدة بين الفريق المدافع والفريق المنافس، وفقًا للقواعد التي أصبحت اليوم رائعة إلى حد ما: الشخص الذي حصل على الحق في أن يكون المنافس هو الفريق الذي كان أول من يديره لتسليم خطاب التحدي، خلال الدقائق الأولى من صافرة النهاية، باليد أو حتى عن طريق البرقية، لدرجة أن أولئك الذين اختاروا هذا الخيار الثاني، من أجل الحصول على دقائق ثمينة، وجدوا أنفسهم مضطرين إلى إطلاق التحدي لكلا الفريقين. عن طريق إرسال برقية في وقت الانتهاء المفترض للمباراة.
فقط من فاز على الفريق المدافع هو الذي يفوز بالكأس، حيث نصت اللائحة على أنه حتى في حالة التعادل سيبقى الكأس في أيدي حامل اللقب. عندما كان عدد كؤوس كرة القدم في إيطاليا محدودًا وفي الوقت نفسه متنوعًا للغاية، اكتسبت كرة دابلز قيمة كبيرة لدرجة أنها اعتبرت "أكثر بكثير من مجرد بطولة".
تم لعب كرة هنري دابلز  بين عامي 1903 و1909. ومن بين الفرق الأخرى التي تحمل الكأس، إيه سي ميلان (23 مره)، تورينو، يوفنتوس، اتحاد ميلان الرياضي، برو فيرتشيلي, أندريا دوريا. بموجب اللائحة، كان الفائزون في التحديات سيحصلون على الكأس بينما تظل الملكية مع جنوى. تم إرجاع الكأس، بعد عرضها لسنوات في متاحف ميلان وإنتر ميلان, إلى مؤسسة جنوى وهي محفوظة حاليًا في متحف ومتجر جنوى.

## المباريات
| السنة      | البطل        | النتيجة | الوصيف       |
| ---------- | ------------ | ------- | ------------ |
| 1903/12/20 | جنوى         | 1-1     | اندريا دوريا |
| 1903/12/26 | جنوى         | 0-0     | أندريا دوريا |
| 1903/12/27 | جنوى         | 0-1     | أندريا دوريا |
| 1904/1/3   | جنوى         | 2-6     | أندريا دوريا |
| 1904/1/10  | جنوى         | 0-2     | تورنيسي      |
| 1904/1/17  | جنوى         | 1-2     | ميلان        |
| 1904/2/21  | جنوى         | 0-2     | يوفنتوس      |
| 1904/11/13 | جنوى         | 0-1     | يوفنتوس      |
| 1904/11/27 | جنوى         | 1-1     | أندريا دوريا |
| 1904/12/4  | جنوى         | 0-1     | أندريا دوريا |
| 1904/12/11 | أندريا دوريا | 0-2     | جنوى         |
| 1905/4/9   | ميلان        | 0-1     | أندريا دوريا |
| 1905/4/16  | ميلان        | 0-4     | أندريا دوريا |
| 1905/4/30  | ميلان        | 0-2     | جنوى         |
| 1905/11/12 | ميلان        | 0-2     | يوفنتوس      |
| 1905/11/26 | ميلان        | 0-6     | ميلانيزي     |
| 1905/12/10 | ميلان        | 2-3     | يوفنتوس      |
| 1906/11/11 | ميلان        | 1-3     | ميلانيزي     |
| 1906/11/18 | ميلان        | 1-3     | ميلانيزي     |
| 1906/11/25 | ميلان        | 0-4     | أوسونيا      |
| 1906/12/2  | ميلان        | 0-5     | أوسونيا      |
| 1906/12/30 | ميلان        | 0-9     | أوسونيا      |
| 1907/1/6   | ميلان        | ألغيت   | أوسونيا      |
| 1907/4/21  | ميلان        | 0-2     | تورينو       |
| 1907/4/28  | ميلان        | 3-3     | تورينو       |
| 1907/11/3  | ميلان        | 0-6     |              |

## إحصائيات

### الألقاب حسب الفريق
| الفريق              | عدد مرات تحقيق اللقب | سنوات تحقيق اللقب |
| ------------------- | -------------------- | --- |
| إيه سي ميلان        | 23                   | 9 أبريل 1905، 16 أبريل 1905، 30 أبريل 1905، 12 نوفمبر 1905، 26 نوفمبر 1905، 10 ديسمبر 1905، 11 نوفمبر 1906، 18 نوفمبر 1906، 25 نوفمبر 1906، 2 ديسمبر 1906، 30 ديسمبر 1906، 21 أبريل 1907، 28 أبريل 1907، 3 نوفمبر 1907، 15 ديسمبر 1907، 22 ديسمبر 1907، 16 فبراير 1908، 8 مارس 1908، 15 مارس 1908، 8 نوفمبر 1908 |
| جنوى                | 13                   | 20 ديسمبر 1903، 26 ديسمبر 1903، 27 ديسمبر 1903، 3 يناير 1904، 10 يناير 1904، 17 يناير 1904، 21 فبراير 1904، 13 نوفمبر 1904، 27 نوفمبر 1904، 4 ديسمبر 1904، 1 مارس 1908، 25 أبريل 1909، 26 ديسمبر 1909 |
| تورينو              | 5                    | 27 ديسمبر 1908، 3 يناير 1909، 21 مارس 1909، 28 مارس 1909، 4 أبريل 1909 |
| برو فيرتشيلي        | 3                    | 15 نوفمبر 1908، 6 ديسمبر 1908، 20 ديسمبر 1908 |
| يوفنتوس             | 2                    | 22 نوفمبر 1908، 13 ديسمبر 1908 |
| اتحاد ميلان الرياضي | 1                    | 8 ديسمبر 1907 |
| أندريا دوريا        | 1                    | 11 ديسمبر 1904 |